# Gheorghe Doja (gmina w okręgu Marusza)
Gheorghe Doja – gmina w Rumunii, w okręgu Marusza. Obejmuje miejscowości Gheorghe Doja, Ilieni, Leordeni, Satu Nou i Tirimia. W 2011 roku liczyła 2982 mieszkańców.